# 안토니오 데 네브리하

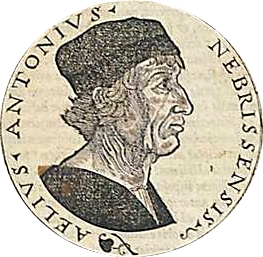

안토니오 데 네브리하(Antonio de Nebrija, 1441년 ~1522년 7월 5일)는 스페인의 학자이다. 스페인에 인쇄술이 도입된 1473년 이탈리아에서 공부를 마치고 귀국했다. 네브리하는 귀국하여 왕실 역사편찬위원의 직책을 맡고, 문법가이자 사전 편집자로 활약했으며, 동시에 인문주의적 전통의 고전문헌 편집자이기도 했다. 그는 1492년에 최초의 유럽 문법 책인 로망스어 문법서인 『카스티야어 문법서(Gramática de la Lengua Castellana)』를 세상에 내놓았다. 네브리하의 문법서는 유럽 언어들과 아메리카 원주민어 문법서 같은 비슷한 종류의 책들의 모델이 됐다.